# Fumihiko Sori
Fumihiko Sori (曽利 文彦) és un director de cinema i productor de cinema japonpes. Va rebre una nominació al premi Millor director als Premis de l'Acadèmia Japonesa pel seu debut com a director per Ping Pong.

## Filmografia

### Director
- 2002 Ping Pong
- 2007 Vexille
- 2008 Ichi
- 2009 To
- 2011 Tomorrow's Joe
- 2012 Dragon Age: Dawn of the Seeker[1]
- 2017 Fullmetal Alchemist
- 2022 Fullmetal Alchemist: Revenge of Scar
- 2022 Fullmetal Alchemist: The Final Alchemy
- 2024 Hakkenden[2]

### Productor
- 2004 Appleseed

### Supervisor d'efectes visuals
- 1998 Andromedia
- 1999 Himitsu
- 2000 Keizoku

## Premis
- Premis de l'Acadèmia Japonesa 2002 al millor director
- Premis de Cinema Mainichi Assoliment tècnic de 2002
- Festival de Cinema de Yokohama 2002 Millor director novell